# Ішбулдіно
Ішбу́лдіно (рос. Ишбулдино, башк. Ишбулды) — присілок у складі Абзеліловського району Башкортостану, Росія. Входить до складу Халіловської сільської ради.
Населення — 539 осіб (2010; 514 в 2002).
Національний склад:
- башкири — 99%